# Сніп

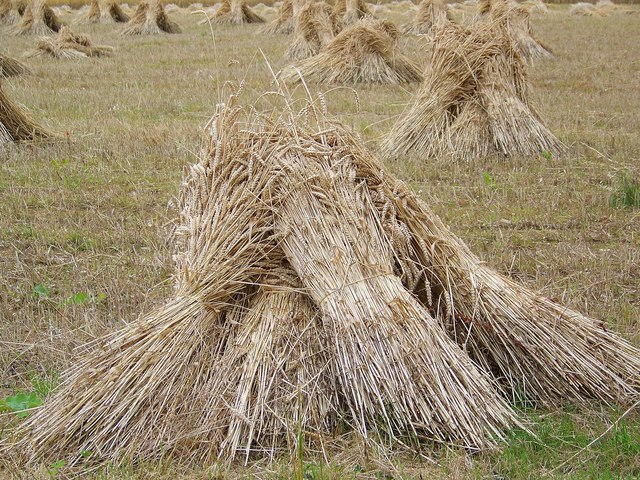
Копи снопів пшениці.

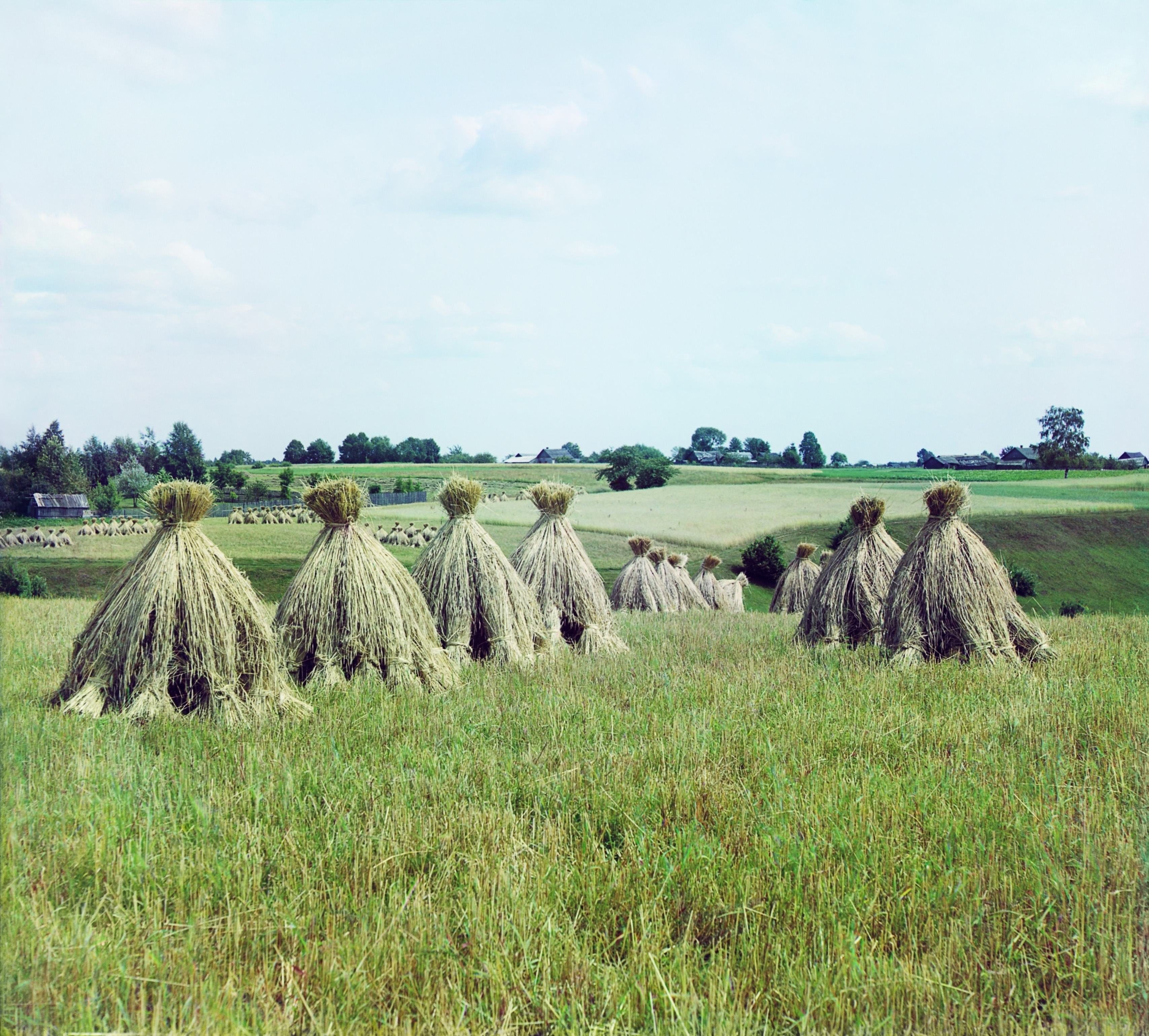
Копи на зжатому полі. Фото С. М. Прокудіна-Горського, 1912 р.

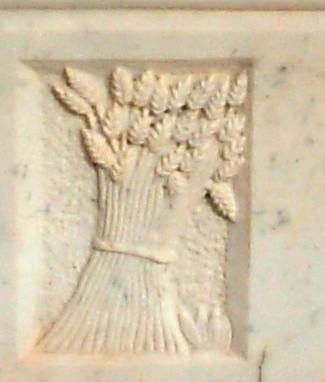
Сніп зерна на меморіальній дошці.

Сніп — в'язка, пучок, в якому стебла зернових рослин в'язали після жнив, зручні для обмолоту зерна. У снопи також в'язалися стебла льону та інших рослин.
Праслов'янське *snopъ вважається похідним від пра.-іє. кореня *(s)nē(u) — «зв'язувати» (пор. давн.в-нім. snuaba — «пов'язка»).

## У господарстві
Зжаті за допомогою серпа стебла зернових складали у сніп, обв'язуючи його солом'яним джгутом — пере́ве́слом. Для цієї мети жниця використовувала спеціальний кілочок, який носила за поясом — цурку чи юро́к. Нижня частина снопа (з окоренками стебел) називалася гузи́р.
Обмолочений сніп (без зерна) називається около́т (рідше околі́т): його можуть обмолотити нерозв'язаним чи перев'язати знову після обмолоту. Якщо сніп молотили не розв'язуючи, це називалось «молотити в околот».
Обмолочений і обтрушений від полови сніп, використовуваний для покрівлі (стріхи) називають куль (діал. парка, стріп; невеликий куль, зв'язаний у місці колосків, називався ки́тиця). Куль околоту — сніп жита або пшениці, обмолочений нерозв'язаним. Маленький околот — при́колоток. «Околотити хату» означало «покрити стріху околотами».
Снопи складали в копиці, або у великі скирти. Копиця, стіжок з 60 снопів (складених колоссям усередину і покритих одним снопом згори) називалася копо́ю і була одиницею ліку хліба. Вдвоє менша копиця, в 30 снопів, звалась полу́кіпок, копа з 15-20 снопів — як кладня. Складанням снопів у скирти займалися спеціально призначені робітники — кладільники чи кладії. При найманні жниць з одержанням плати натурою домовлялися, за який сніп вони будуть жати: наприклад, «жати за дев'ятий сніп» означало, що жниця-наймичка отримуватиме дев'яту частину зжатих нею снопів.
Після жнив снопи відвозили до стодол (клунь), де їх висушували і готували до обмолоту, який міг проводитися прямо в стодолі, на внутрішньому току.
Деякі конструкції жниварок передбачають автоматичне зв'язування стебел у снопи: такі жниварки називаються снопов'язалками. У сучасному сільському господарстві в'язання збіжжя в снопи не практикується: зернозбиральні комбайни здійснюють обмолот зжатих стебел прямо на полі, а до зерносховищ відвозять вже обмолочене зерно.

## У культурі
- Зображення снопів використовуються в геральдиці: наприклад, емблема у вигляді стилізованих рисових снопів присутня на прапорі АСЕАН, два пшеничних снопи обрамляли герб СРСР, зображення снопів пшениці (рідше бавовнику) прикрашали герби багатьох союзних республік.
- Сніп — ознака єдності, одностайності («Незв'язаний сніп — солома»)[8].
- У «Слові о полку Ігоревім» сніп виступає символом людини, що гине на полі бою: «На Немізі снопи стелють головами, молотять ціпами харалужними, на тоці життя кладуть, віють душу од тіла»[8]. До такого само порівняння вдається П. О. Куліш в оповіданні «Січові гості» («Як молотники, вставши зрання, стануть у два ряди на довгому току і б'ють дубовими ціпами сніп за снопом, аж поки розлетиться увесь соломою, так і їх порозбивано картечами, пороздирано чаунними кулями на шматки і перемішано з потрощеними гілляками і колоддям»).
- Різдвяний дідух зазвичай робився у вигляді житнього, пшеничного чи вівсяного снопа чи околоту.
- «Молода дівчина зі снопом» — скульптура роботи Каміли Клодель
- Фонтан «Дружба народів» на ВДНГ виконаний у вигляді снопа з пшениці, конопель і соняшників.
- Геральдичний сніп (швед. vase) був геральдичним знаком династії Ваза.

### Прислів'я, мовні звороти
- Сніп до снопа — буде копа[8]
- Не твоя копа молотиться — це не тебе стосується

### Інше
- В українському перекладі «Казки про попа і наймита його Балду» О. С. Пушкіна, виконаному М. Т. Рильським, оригінальне «поп, толоконный лоб» передано як «піп, околоту сніп».